# Kay Worthington
Kay Worthington, född den 21 december 1959 i Toronto i Kanada, är en kanadensisk roddare.
Hon tog OS-guld i fyra utan styrman i samband med de olympiska roddtävlingarna 1992 i Barcelona.